# Marengo, Illinois
Marengo är en stad (city) i McHenry County, i delstaten Illinois, USA. Enligt United States Census Bureau har staden en folkmängd på 7 654 invånare (2011) och en landarea på 13 km².